# Bedtime Story
Singles de Madonna
Take a Bow
(1994) Human Nature
(1995)
Pistes de Bedtime Stories
Sanctuary
(9) Take a Bow
(11)
Bedtime Story est une chanson de Madonna sortie en tant que troisième single de l'album Bedtime Stories le 13 février 1995 par Maverick Records. Écrite par Björk, Nellee Hooper et  Marius De Vries, elle a été la seule chanson écrite par la chanteuse islandaise pour un album de Madonna. Elle a composé une démo qui a été partiellement ré-écrite pour devenir la chanson produite par Madonna et Nelle Hooper.

## Écriture
L'artiste islandaise Björk a participé à l'écriture.

## Clip vidéo
Le clip vidéo de Bedtime Story a été réalisée par Mark Romanek en six jours, à Universal Studios, Universal City, Californie. Le coût estimé pour l'époque est de 5 millions de dollars. Elle reste l'une des vidéos les plus chères de l'industrie du disque. Le film a été tourné par le cinéaste Harris Savides, sur une pellicule au format 35 mm. Tom Foden en a été le concepteur de production. En raison d'un grand nombre d'effets spéciaux, la post-production a duré des semaines. Ce clip est un hommage au film Sayat Nova du réalisateur Paradjanov[réf. nécessaire].